# Janneke Ennema
Janneke Ennema (21 februari 1996) is een Nederlands voormalig voetbalster. Van 2022 tot 2024 speelde ze voor sc Heerenveen in de Vrouwen Eredivisie en in het bekertoernooi. 

## Clubcarrière
Ennema begon op twaalfjarige leeftijd met voetballen. In de zomer van 2022 verruilde ze het vrouwenelftal van SC Stiens voor die van SC Heerenveen. Naast het voetbal is ze werkzaam bij de overheid.
Op 16 september 2022 debuteert Ennema in de Vrouwen Eredivisie in een uitwedstrijd tegen PSV. Ennema maakte haar eerste doelpunt op 22 oktober 2022 door op aangeven van Esther Makken de 0-2 aan te tekenen. Ennema wist tien keer tot scoren te komen in het seizoen 2022/23. Op 5 juni 2023 tekende Ennema haar eerste profcontract voor de Friezinnen.
In mei 2024 geeft Ennema aan te stoppen met topsport en zich te gaan richten op een maatschappelijke carrière. Ennema bleef sc Heerenveen trouw door een rol als school/studiecoördinator op zich te nemen.